# Kis semmiségek

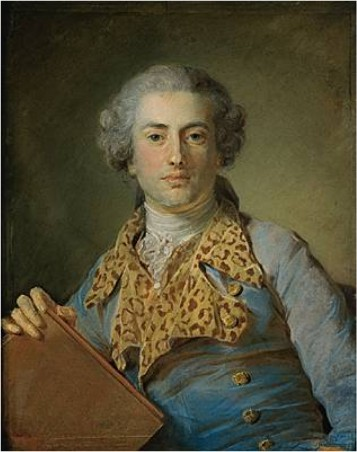
Jean-George Noverre (1727–1810). Ő kérte fel Mozartot e mű megírására

1778-ban Párizsban írta Wolfgang Amadeus Mozart Les petit riens (Kis/Apró semmiségek) balettzenéjét (K. függelék 10 (K. 299b)
Manapság általában koncertek nyitószámaként szokott szerepelni.

## Keletkezésének története
A művet az ott működő világhírű balettmester, Noverre számára komponálta. A nagy megbecsülésnek örvendő művésztől azt remélte a szerző, hogy közbenjár majd a Nagyoperánál egy operamegrendelés érdekében, erre azonban soha nem került sor.
A Les petit riens című pantomímet Noverre már korábban bemutatta Bécsben, Franz Asplmayr zenéjével. A párizsi bemutatóhoz Mozartot kérte fel a kísérőzene komponálásával, erről a zeneszerző leveléből (apjához, 1778. július 9.) a következőképpen értesülünk: „Ami Noverre balettjét illeti, abból semmit sem írtam át, de mivel valami újat akar belőle csinálni – éppen csak egy fél balettre volt szüksége, ehhez írtam zenét – azaz hat darab lesz benne más zenéjével, ez csupa nyomorult francia ária; a nyitányt, kontratáncokat, összesen 12 darabot én írom hozzá. – Ezt a balettet már négy ízben adták elő nagy sikerrel – de most már többet semmit sem akarok csinálni, mindaddig, amíg nem tudom, mit kapok érte, mert ezt csak barátságból írtam Noverre számára.”
A bemutatókor – ami állítólag sikeres volt – Mozart szerzőségéről semmilyen médiumban nem tesznek említést.

## Elveszett – előkerült – kétséges
A balett zenéje egészen 1872-ig elveszettként volt számontartva; Victor Wilder ekkor talált egy teljes partitúramásolatot az Opéra Könyvtárban (Párizs).
Ez egy későbbi másolat, ezért félő, hogy nem mindenhol tükrözi Mozart eredeti akaratát. A másolatban egy nyitány és 20 darab található; de sajnos semmi sem jelzi, hogy pontosan melyek Mozart művei.
A Neue Mozart-Ausgabe azon az állásponton van, hogy „nagy valószínűséggel” az overtűr és a 9–12, 15, 16, 18 számozású darabok képezik Mozart munkásságát. „Nagy valószínűséggel kizárhatóak” az 1–3, 6, 13, 14, 19, 20-as számúak. A 4, 5, 7, 8, 17 meghatározásánál abból indultak ki, hogy azok jobb minőségűek. A számok az NMA számozását követik; a K6 1–13 számai az NMA 7–19-cel egyezik meg.
Az Alte Mozart Ausgabe nem tartalmazta 1-től 6-ig a darabokat, ill. a 20-ast se, de a revíziós jelentésbeba a nem tartalmazott darabok kezdő ütemeit is belerakta. Az NMA a nyitányt és mind a 20 táncot.
A felvételek nagy része csak a nyitányt tartalmazza, ill. a 7–19-es számokat. A Philips Mozart Összkiadása egy másik számot is tartalmaz, viszont kettőt ezek közül nem.

## A szöveg
A balett szövegkönyvét nem ismerjük, a Journal de Paris egykorú leírásából tudjuk csupán, hogy három jelenetből állt, egy anakreoni, egy komikus és egy pasztorális képből.

## Zene
A balettzene egy nyitányból és tizenhárom számból áll.
A kísérőzenéből legjelentősebb a nyitány, amely a balett-előzenék hagyományainak megfelelően egytételes. Hangszerelése gazdagon él a fúvós-effektusokkal.
Tematikus munkáról, módszeres formai konstrukcióról a Les petits riens nyitányánál nem beszélhetünk, a befejezés egyik motívuma azonban később a Figaro házassága c. operában tér vissza majd.
A könnyed szórakoztatás hangulatának az eleven, pregnáns ritmika kölcsönöz tartást, határozott profilt.